# بات جوميز
بات جوميز (بالإنجليزية: Pat Gomez)‏ هو لاعب كرة قاعدة أمريكي، ولد في 17 مارس 1968 في روزفيل في الولايات المتحدة.